# Rokuhara Tandai
El Rokuhara Tandai (六波羅探題, «representant de Rokuhara») va ser un lloc governamental dels caps del shogunat Kamakura al Japó. Creat el 1221 després del fracàs de la Guerra Jōkyū, el Rokuhara Tandai va sorgir com l'autoritat de l'agència Rokuhara (六波羅), que s'encarregava de la seguretat de la regió cabdal de Kyoto (Kinai), dels assumptes judicials a l'oest del Japó, i de les negociacions amb la Cort Imperial. Malgrat la seva funció de protegir, el Rokuhara exercia com una policia secreta i els seus agents eren bastant temuts.
El càrrec de Rokuhara Tandai va reemplaçar al Kyōto shugo, que era el governant militar de la capital. Durant la guerra de 1221, un dels dos shugo havia desertat, per això el shogunat va decidir abolir-ho i reemplaçar-ho per la guarnició militar situada a Rokuhara, a l'est del riu Kamogawa, a Kyoto. Consistia en dos llocs, Kitakata (北方) i Minamikata; on el Kitakata tenia un rang superior al Minamikata (南方). El seu objectiu era impedir qualsevol amenaça a l'estabilitat del shogunat. Com la Guerra Jōkyū va aspirar a la restauració imperial a través de l'Emperador Enclaustrat Go-Toba, el Rokuhara Tandai buscava segellar qualsevol intent de desestabilització, inclús si vingués per part de l'emperador.
El primer Rokuhara Tandai Kitakata va ser Hōjō Yasutoki, qui va liderar la victòria del shogunat contra Go-Toba en la batalla de Uji el 1221, i posteriorment es convertiria en regent (shikken).
Com d'altres llocs claus del shogunat Kamakura, com el shikken o rensho, tots els Rokuhara Tandai pertanyien al clan Hōjō, que actuaven com a governants de facto del país. Només la caiguda del shogunat el 1333, durant la Guerra Genkō, on la ciutat de Kamakura va sofrir un setge i un incendi, i després un suïcidi massiu dels membres del clan, va donar com a conseqüència la fi del Rokuhara Tandai.

## Llista deRokuhara Tandai

### Kitakata

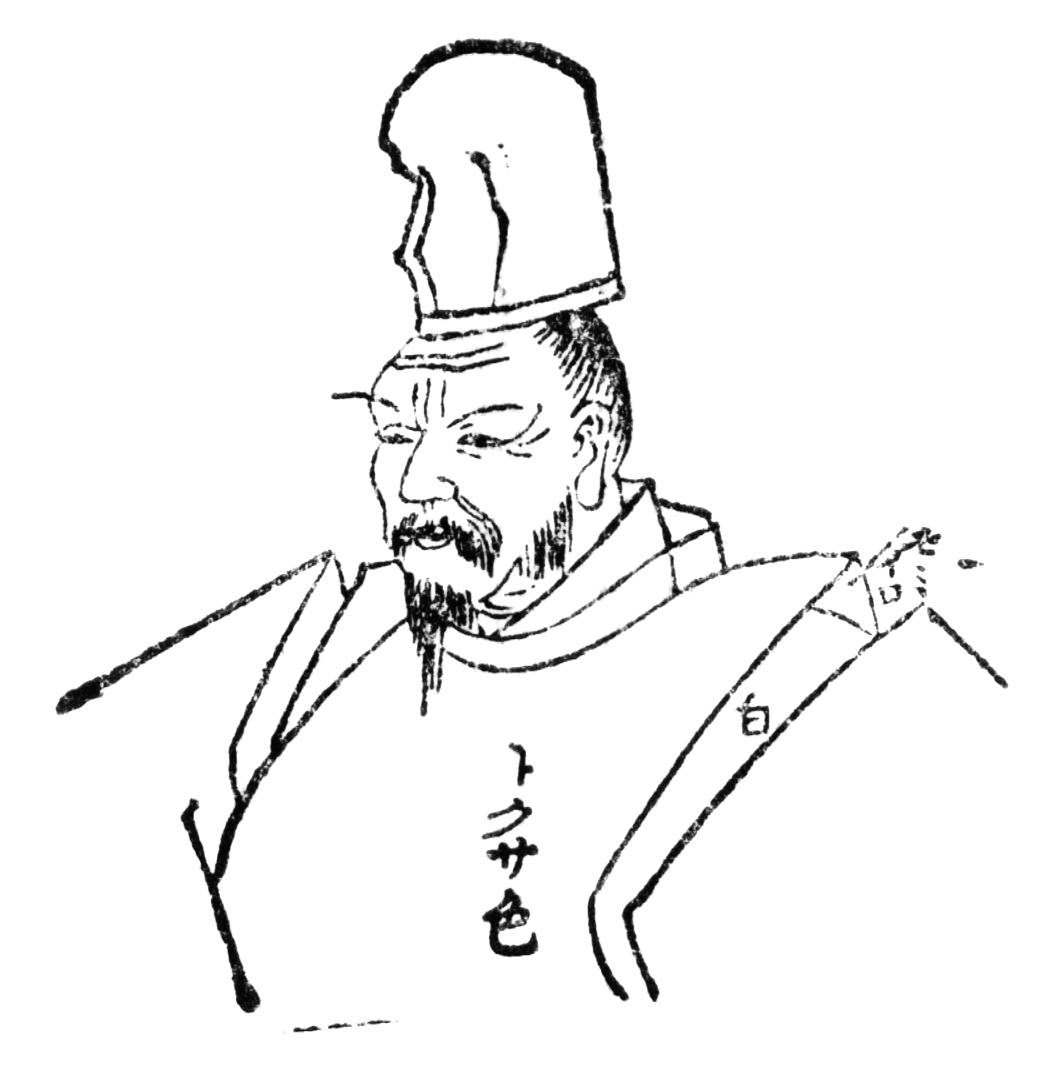
Hōjō Yasutoki, primer Rokuhara Tandai Kitakata.

1. Hōjō Yasutoki (r. 1221-1224) → promogut a Shikken
2. Hōjō Tokiuji (r. 1224-1230)
3. Hōjō Shigetoki (r. 1230-1247)
4. Hōjō Nagatoki (r. 1247-1256) → promogut a Hyōjōshū
5. Hōjō Tokimochi (r. 1256-1270)
6. Hōjō Yoshimune (r. 1271-1276)
7. Hōjō Tokimura (r. 1277-1287)
8. Hōjō Kanetoki (r. 1287-1293)
9. Hōjō Hisatoki (r. 1293-1297)
10. Hōjō Munekata (r. 1297-1300)
11. Hōjō Mototoki (r. 1301-1303)
12. Hōjō Tokinori (r. 1303-1307)
13. Hōjō Sadaaki (r. 1311-1314) → promogut a Rensho
14. Hōjō Tokiatsu (r. 1315-1320)
15. Hōjō Norisada (r. 1321-1330)
16. Hōjō Nakatoki (r. 1330-1333) - es va suïcidar

### Minamikata
1. Hōjō Tokifusa (r. 1221-1225)
2. Hōjō Tokimori (r. 1224-1242)
3. Hōjō Tokisuke (r. 1264-1272)
4. Hōjō Tokikuni (r. 1277-1284)
5. Hōjō Kanetoki (r. 1284-1287) → promogut a Kitakata
6. Hōjō Morifusa (r. 1288-1297)
7. Hōjō Munenobu (r. 1297-1302) → promogut a Hyōjōshū
8. Hōjō Sadaaki (r. 1302-1308) → promogut a Kitakata en 1311
9. Hōjō Sadafusa (r. 1308-1309)
10. Hōjō Tokiatsu (r. 1311-1315) → promogut a Kitakata
11. Hōjō Koresada (r. 1315-1324) → promogut a Hyōjōshū
12. Hōjō Sadayuki (r. 1324-1330)
13. Hōjō Tokimasu (r. 1330-1333) - es va suïcidar